# Solteri - Centochiavi
Solteri-Centochiavi è un quartiere a nord del Comune di Trento di 4 579 abitanti, amministrativamente compreso nella circoscrizione 12 Centro storico-Piedicastello e nel corrispettivo Polo sociale. La sua superficie territoriale è di 11,13 km².
Assieme al Centro Storico, Cristo Re, Spalliera, Piedicastello e Vela forma la circoscrizione amministrativa numero 12 del comune di Trento.

## Caratteristiche storico-geografiche
Il quartiere si trova situato nella parte nord della città di Trento, schiacciato a sinistra da Via del Brennero, e delimitato a destra dal Monte Calisio.
Se per i Solteri si parla di un nucleo storico del quartiere, con Centochiavi si intende una zona di più recente costruzione. L’intera area si snoda sostanzialmente sulla lunga Via dei Solteri che si trasforma poi in Via Centochiavi.
Zona inizialmente a carattere commerciale, si è trasformata poi in un’area residenziale.